# Tino Livramento
Valentino Francisco Livramento, meglio noto come Tino Livramento (Croydon, 12 novembre 2002), è un calciatore inglese di origini portoghesi e scozzesi, difensore del Newcastle Utd e della nazionale inglese.

## Caratteristiche tecniche
È un terzino destro molto veloce,abile in fase offensiva e a servire assist per i compagni. Può ricoprire anche il ruolo più avanzato sulla fascia come esterno destro.

## Carriera

### Club

#### Giovanili al Chelsea e Southampton
Cresciuto nel settore giovanile del Chelsea, nell'estate del 2021 viene acquistato a titolo definitivo dal Southampton che ha concesso una clausola di riacquisto al suo ex club di circa 25 milioni di sterline. Debutta fra i professionisti il 14 agosto 2021 nella sconfitta per 3-1 contro l'Everton. Si fa notare nella stagione 2021-2022 dove gioca da titolare segnando un gol e un assist in 28 presenze di Premier League.

#### Newcastle
L'8 agosto 2023 passa ufficialmente al Newcastle per 37 milioni di euro, con cui firma un contratto fino al 30 giugno 2028. Il 2 marzo 2024 segna il suo primo gol nella vittoria contro il Wolverhampton per 3-0.

### Nazionale
Ha giocato nelle nazionali giovanili inglesi Under-15, Under-16, Under-17, Under-18, Under-19 ed Under-21.
Il 29 agosto 2024 viene convocato per la prima volta in nazionale maggiore, con cui ha esordito il 17 novembre seguente nel successo per 5-0 in Nations League contro l'Irlanda.
Nel 2025 partecipa agli Europei Under-21.

## Statistiche

### Presenze e reti nei club
Statistiche aggiornate al 25 maggio 2025.
| Stagione             | Squadra              | Campionato           | Campionato | Campionato | Coppe nazionali | Coppe nazionali | Coppe nazionali | Coppe continentali | Coppe continentali | Coppe continentali | Altre coppe | Altre coppe | Altre coppe | Totale | Totale |
| Stagione             | Squadra              | Comp                 | Pres       | Reti       | Comp            | Pres            | Reti            | Comp               | Pres               | Reti               | Comp        | Pres        | Reti        | Pres   | Reti   |
| -------------------- | -------------------- | -------------------- | ---------- | ---------- | --------------- | --------------- | --------------- | ------------------ | ------------------ | ------------------ | ----------- | ----------- | ----------- | ------ | ------ |
| 2021-2022            | Southampton          | PL                   | 28         | 1          | FACup+CdL       | 3+1             | 0+0             | -                  | -                  | -                  | -           | -           | -           | 32     | 1      |
| 2022-2023            | Southampton          | PL                   | 2          | 0          | FACup+CdL       | 0+0             | 0+0             | -                  | -                  | -                  | -           | -           | -           | 2      | 0      |
| Totale Southampton   | Totale Southampton   | Totale Southampton   | 30         | 1          |                 | 4               | 0               |                    | -                  | -                  |             | -           | -           | 34     | 1      |
| 2023-2024            | Newcastle Utd        | PL                   | 26         | 1          | FACup+CdL       | 3+3             | 0+0             | UCL                | 3                  | 0                  | -           | -           | -           | 35     | 1      |
| 2024-2025            | Newcastle Utd        | PL                   | 37         | 0          | FACup+CdL       | 2+6             | 0+0             | -                  | -                  | -                  | -           | -           | -           | 45     | 0      |
| Totale Newcastle Utd | Totale Newcastle Utd | Totale Newcastle Utd | 63         | 1          |                 | 14              | 0               |                    | 3                  | 0                  |             | -           | -           | 80     | 1      |
| Totale carriera      | Totale carriera      | Totale carriera      | 93         | 2          |                 | 18              | 0               |                    | 3                  | 0                  |             | -           | -           | 114    | 2      |

### Cronologia presenze e reti in nazionale
| Cronologia completa delle presenze e delle reti in nazionale ― Inghilterra | Cronologia completa delle presenze e delle reti in nazionale ― Inghilterra | Cronologia completa delle presenze e delle reti in nazionale ― Inghilterra | Cronologia completa delle presenze e delle reti in nazionale ― Inghilterra | Cronologia completa delle presenze e delle reti in nazionale ― Inghilterra | Cronologia completa delle presenze e delle reti in nazionale ― Inghilterra | Cronologia completa delle presenze e delle reti in nazionale ― Inghilterra | Cronologia completa delle presenze e delle reti in nazionale ― Inghilterra |
| Data                                                                       | Città                                                                      | In casa                                                                    | Risultato                                                                  | Ospiti                                                                     | Competizione                                                               | Reti                                                                       | Note                                                                       |
| -------------------------------------------------------------------------- | -------------------------------------------------------------------------- | -------------------------------------------------------------------------- | -------------------------------------------------------------------------- | -------------------------------------------------------------------------- | -------------------------------------------------------------------------- | -------------------------------------------------------------------------- | -------------------------------------------------------------------------- |
| 17-11-2024                                                                 | Londra                                                                     | Inghilterra                                                                | 5 – 0                                                                      | Irlanda                                                                    | UEFA Nations League 2024-2025 - 1º turno                                   | -                                                                          |                                                                            |
| Totale                                                                     |                                                                            | Presenze                                                                   | 1                                                                          |                                                                            | Reti                                                                       | 0                                                                          |                                                                            |

| Cronologia completa delle presenze e delle reti in nazionale ― Inghilterra under 21 | Cronologia completa delle presenze e delle reti in nazionale ― Inghilterra under 21 | Cronologia completa delle presenze e delle reti in nazionale ― Inghilterra under 21 | Cronologia completa delle presenze e delle reti in nazionale ― Inghilterra under 21 | Cronologia completa delle presenze e delle reti in nazionale ― Inghilterra under 21 | Cronologia completa delle presenze e delle reti in nazionale ― Inghilterra under 21 | Cronologia completa delle presenze e delle reti in nazionale ― Inghilterra under 21 | Cronologia completa delle presenze e delle reti in nazionale ― Inghilterra under 21 |
| Data                                                                                | Città                                                                               | In casa                                                                             | Risultato                                                                           | Ospiti                                                                              | Competizione                                                                        | Reti                                                                                | Note                                                                                |
| ----------------------------------------------------------------------------------- | ----------------------------------------------------------------------------------- | ----------------------------------------------------------------------------------- | ----------------------------------------------------------------------------------- | ----------------------------------------------------------------------------------- | ----------------------------------------------------------------------------------- | ----------------------------------------------------------------------------------- | ----------------------------------------------------------------------------------- |
| 7-9-2021                                                                            | Milton Keynes                                                                       | Inghilterra under 21                                                                | 5 – 0                                                                               | Kosovo under 21                                                                     | Qual. Europeo Under-21 2023                                                         | -                                                                                   | 83’                                                                                 |
| 7-10-2021                                                                           | Celje                                                                               | Slovenia under 21                                                                   | 2 – 2                                                                               | Inghilterra under 21                                                                | Qual. Europeo Under-21 2023                                                         | -                                                                                   | 63’                                                                                 |
| 11-10-2021                                                                          | Andorra la Vella                                                                    | Andorra under 21                                                                    | 0 – 1                                                                               | Inghilterra under 21                                                                | Qual. Europeo Under-21 2023                                                         | -                                                                                   |                                                                                     |
| 25-3-2022                                                                           | Bournemouth                                                                         | Inghilterra under 21                                                                | 4 – 1                                                                               | Andorra under 21                                                                    | Qual. Europeo Under-21 2023                                                         | -                                                                                   |                                                                                     |
| 29-3-2022                                                                           | Elbasan                                                                             | Albania under 21                                                                    | 0 – 3                                                                               | Inghilterra under 21                                                                | Qual. Europeo Under-21 2023                                                         | -                                                                                   | 56’                                                                                 |
| 12-10-2023                                                                          | West Bridgford                                                                      | Inghilterra under 21                                                                | 9 – 1                                                                               | Serbia under 21                                                                     | Qual. Europeo Under-21 2025                                                         | -                                                                                   | 52’                                                                                 |
| 16-10-2023                                                                          | Košice                                                                              | Ucraina under 21                                                                    | 3 – 2                                                                               | Inghilterra under 21                                                                | Qual. Europeo Under-21 2025                                                         | -                                                                                   | 73’                                                                                 |
| 18-11-2023                                                                          | Bačka Topola                                                                        | Serbia under 21                                                                     | 0 – 3                                                                               | Inghilterra under 21                                                                | Qual. Europeo Under-21 2025                                                         | -                                                                                   |                                                                                     |
| 21-11-2023                                                                          | West Bridgford                                                                      | Inghilterra under 21                                                                | 3 – 0                                                                               | Irlanda del Nord under 21                                                           | Qual. Europeo Under-21 2025                                                         | -                                                                                   | 46’                                                                                 |
| 12-6-2025                                                                           | Dunajská Streda                                                                     | Rep. Ceca under 21                                                                  | 1 – 3                                                                               | Inghilterra under 21                                                                | Europeo Under-21 2025 - 1º turno                                                    | -                                                                                   |                                                                                     |
| 15-6-2025                                                                           | Nitra                                                                               | Inghilterra under 21                                                                | 0 – 0                                                                               | Slovenia under 21                                                                   | Europeo Under-21 2025 - 1º turno                                                    | -                                                                                   |                                                                                     |
| 21-6-2025                                                                           | Trnava                                                                              | Spagna under 21                                                                     | 1 – 3                                                                               | Inghilterra under 21                                                                | Europeo Under-21 2025 - Quarti di finale                                            | -                                                                                   |                                                                                     |
| 25-6-2025                                                                           | Bratislava                                                                          | Inghilterra under 21                                                                | 2 – 1                                                                               | Paesi Bassi under 21                                                                | Europeo Under-21 2025 - Semifinale                                                  | -                                                                                   |                                                                                     |
| 28-6-2025                                                                           | Bratislava                                                                          | Inghilterra under 21                                                                | 3 – 2 dts                                                                           | Germania under 21                                                                   | Europeo Under-21 2025 - Finale                                                      | -                                                                                   |                                                                                     |
| Totale                                                                              |                                                                                     | Presenze                                                                            | 14                                                                                  |                                                                                     | Reti                                                                                | 0                                                                                   |                                                                                     |

## Palmarès

### Club

#### Competizioni nazionali
- Coppa di Lega inglese: 1

Newcastle: 2024-2025

### Nazionale
- Campionato d'Europa Under-21: 1

Slovacchia 2025